# UJ 2102
UJ 2102 war eine britische Yacht, die im Zweiten Weltkrieg von der deutschen Kriegsmarine in ein Vorpostenboot umfunktioniert wurde.

## Geschichte
Colonel Herbert Anderton Foster, ein Mitinhaber der Textilfabrik Black Dyke Mills in Queensbury, bestellte bei Cammell, Laird & Company in Birkenhead eine Dampfyacht, die im Juni 1906 unter dem Namen Portia vom Stapel lief. Dieser Name geht auf die Protagonistin Protia in William Shakespeares Der Kaufmann von Venedig zurück. Die Portia wurde von dem britischen Schiffskonstrukteur St Clare John Byrne entworfen. Das Schiff war 54,25 m lang, 7,74 m breit und hatte ein Verdrängung von 366 t. Die Schiffsschraube wurde durch eine Dreifach-Expansions-Dampfmaschine, die durch einen Dampfkessel mit Dampf versorgt wurde, angetrieben. Außerdem verfügte sie über zwei Masten mit Gaffeltakelung. Später wurde sie in Lady Evelyn umbenannt. Nach einer weiteren Umbenennung in Jason soll sie wieder ihren alten Namen Portia erhalten haben. Kapitän des Schiffs war Walter Saunders Newman.
Im Ersten Weltkrieg charterte die Royal Navy die Yacht und stellte sie als Hilfspatrouillenboot Portia vom 8. Oktober 1914 bis 1. April 1919 in Dienst. Hierfür wurde sie mit einer QF 12 pounder 12 cwt naval gun Schnellladekanone, einer Ordnance QF-6-Pfünder Hotchkiss Flugabwehrkanone und einem Funkgerät ausgerüstet. Mit Hilfe des Funkgerätes konnte die Portia am 10. März 1915 die Sichtung des kaiserlichen U-Boots U 12 melden und konnte so zu dessen Versenkung beitragen. Kurz vor der Indienststellung der HMS Portia wurde die gleichnamige Yacht im Dezember 1915 in Portia II umbenannt.
Nach dem Krieg wurde die Bewaffnung entfernt und die Yacht wieder an Herbert Anderton Foster zurückgegeben. 1937 kaufte M. Eugenides die Portia im Auftrag der Svenska Orient Linien in Piräus an. 1939 wurde sie in Abstimmung mit Simon Edström A/B in Schweden unter dem Namen Birgitta registriert, verblieb jedoch in Griechenland. Als Deutschland am 6. April 1941 Griechenland den Krieg erklärte, wurde die Birgitta mit einem Schnellfeuergeschütz und einer Flugabwehrkanone ausgerüstet. Man versuchte nun das Schiff an den US-Botschafter Lincoln MacVeagh in Athen zu verkaufen, dies wurde jedoch auf Betreiben von Schweden verhindert.
Als die Wehrmacht das griechische Festland besetzt hatte, fehlten ihr Schiffe, um den Feldzug in der Ägäis weiterzuführen und so war man um jedes Schiff bemüht. Am 27. April 1941 wurde die Birgitta im Hafen von Piräus von den deutschen Besatzern registriert und am 5. Juli nach deutschem Prisenrecht von der Kriegsmarine übernommen. Der Marinebefehlshaber Griechenland Hans-Hubertus von Stosch inspizierte am 8. Juli das Schiff und ließ es zum Marinestützpunkt auf Salamis zum Umbau bringen. Erst drei Tage nachdem es am 22. Juli 1941 als Vorpostenboot 12 V 6 in Dienst gestellt wurde, wurde dessen Verkauf an die Deutsche Levante-Linie besiegelt.
Am 3. März 1942 wurde das Schiff von der 21. U-Jagd-Flottille übernommen und in UJ 2102 umbenannt. Am 9. Oktober 1942 begleiteten UJ 2102 und UJ 2107 einen Verband bestehend aus den Minenlegern Bulgaria und Barletta und dem Zerstörer Hermes zu einem Einsatz südlich von Kreta. Westlich der Insel in der Straße von Kythira feuerte das britische U-Boot Traveller zwei Torpedos auf den Verband ab, verfehlte jedoch sein Ziel. UJ 2107 ortete und bombardierte es mit Wasserbomben bis Öl aufstieg. Da man von der Zerstörung des U-Bootes ausging erkannte Admiral Ägäis UJ 2107 die Versenkung an. Die Traveller konnte jedoch nach Malta zurückkehren.
Am 16. Oktober sicherte die UJ 2102 zusammen mit Hermes und UJ 2101 im Konvoi die Tanker Albia Julia und Celeno auf dem Weg von Piräus zu den Dardanellen. Um 16:10 Uhr entdeckte man bei Andros das griechische U-Boot Triton in einer Entfernung von 1400 m und Kapitänleutnant Gero Kleiner, der Kommandant der UJ 2102, gab den Befehl, die Verfolgung aufzunehmen, während der Konvoi seine Reise fortsetzte. 20 Minuten später feuerte das griechische U-Boot einen Torpedo aus 5500 m Entfernung auf Albia Julia ab, verfehlte jedoch sein Ziel und tauchte unter. Man ortete das U-Boot und griff es zweimal, um 16:40 und 17:00 Uhr, mit Wasserbomben an. Danach fiel das Echolot des deutschen Schiffes aus und es dauerte bis 19:35, bis man die Triton in 3 km Entfernung wieder lokalisierte. Bei dem Angriff um 20:05 Uhr wurde das U-Boot stark beschädigt und konnte nun anhand der Ölspur, die es hinterließ leicht verfolgt werden. Bei der nächsten Attacke mit Wasserbomben um 20:30 wurden die Instrumente des U-Bootes unbrauchbar und als man um 21:00 auf Sehrohrtiefe ging um sich zu orientieren hielt die UJ 2102 bereits Kurs auf die Triton. Man konnte schnell genug tauchen, jedoch wurde das Boot von Wasserbomben getroffen. Salzwasser drang in die Bleiakkumulatoren ein und es bildete sich giftiges Chlorgas. Aus diesem Grund entschloss man sich aufzutauchen und mit dem Bordgeschütz den Angreifer zu bekämpfen. Im folgenden Kampf wurde die Triton mit der Schnellladekanone und den Maschinengewehren beschossen und zweimal gerammt. Als die Lage aussichtslos erschien, öffnete man die Ballastventile und versenkte das U-Boot, damit es nicht dem Feind in die Hände fallen solle. 24 Seemänner starben und 28 wurden gerettet und in Piräus als Kriegsgefangene übergeben.
Kurze Zeit später am 14. Dezember 1942 versenkte das britische U-Boot Taku den italienischen Tanker Delfin, der im Konvoi von Piräus nach Trikeri fuhr, 3 sm nördlich von Makronisos und entwich UJ 2102, das die Verfolgung aufgenommen hatte. Anfang 1943 wurde das Bug des U-Boot-Jägers repariert, der beim Rammen von Triton beschädigt wurde und verlor so sein typisches Yachtaussehen. Am 20. April 1943 befand sich UJ 2102 unter dem Großaufgebot, dass eingesetzt wurde, um die griechischen Rebellen zurückzudrängen und die Schifffahrtswege im Golf von Euböa und im Pagasitischen Golf sicherer zu machen.
Während des Dodekanes-Feldzugs arbeiteten UJ 2101 und UJ 2102 meist zusammen. So geleitete man am 1. Oktober 1943 eine Kampfgruppe von der Souda-Bucht auf Kreta über Naxos, wo man mit zwei weiteren Geleiten zusammentraf, nach Kos. Zur Eroberung von Samos führte UJ 2102 den Transporter Gertrud und MAL 12 nach Mykonos. Am 29. Oktober 1943 wurde bei Syros jedoch MAL 12 durch Seeschlag beschädigt und bei Mykonos Gertrud in zwei Angriffen von der Surf torpediert. Obwohl Gertrud unbeschädigt blieb, wurde die Mission abgebrochen.
Am 5. November 1943 brachen Pionierlandungsboote aus Lavrio und neun Infanterieboote aus Porto Rafti unter dem Kommando von Günther Brandt zum sogenannten Kinderkreuzzug auf. Diesen Namen verwandte Brandt, weil er das deutsche Aufgebot und die Zusammensetzung der verwendeten Beuteschiffe für unzureichend hielt. Unter dem Begleitschutz, der die Überfahrt nach Andros schützte, befand sich auch UJ 2102.
In der Nacht zum 11. November beschossen die britischen Zerstörer Petard und Rockwood und der polnische Zerstörer Krakowiak Landungsschiffe im Hafen von Kalymnos. UJ 2101 und UJ 2102 verschanzten sich hinter dem Transporter Trapani. Do-217-Bomber der Kampfgeschwader 100 bombardierten jedoch die Angreifer und konnten sie so vertreiben und so konnten die beiden deutschen Schiffe am 12. November 1943 die Westgruppe nach Leros geleiten. Zu dieser Zeit fuhr der britische Minensucher BYMS 72 in den Hafen von Kalymnos, in dem Glaube es wäre Lakki. Im Hafen bemerkten sie ihren Fehler und kehrten unentdeckt wieder um. Sie liefen jedoch genau in die Einsatzgruppe ohne es zu merken. Als das deutsche R 210 sie in Englisch aufforderte, sich zu identifizieren, gaben sie als Antwort, dass ihr Schiff beschädigt sei und sie einen sicheren Ort zur Reparatur suchten. Leutnant zur See Hans Jürgen Weißenborn forderte sie auf, ihnen zu folgen, gleichzeitig befahl er UJ 2101 und UJ 2102, das Feuer zu eröffnen. Zur gleichen Zeit bemerkten die Briten ihre Lage. Aus knapp 50 m Entfernung wurde das Schiff in kürzester Zeit zerstört. Etwa die Hälfte der Besatzung kam ums Leben, drei entkamen und alle anderen wurden gefangen genommen.
Am 23. September 1944 wurde UJ 2102 vor Kap Sounion von dem britischen U-Boot HMS Vampire aus etwa 2750 m Entfernung torpediert. Man konnte die Torpedos ausmanövrieren und die Verfolgung aufnehmen. Nach etwa 3 Stunden hatte man insgesamt 35 Wasserbomben ohne Erfolg abgefeuert. Am 30. September 1944 startete in Piräus ein Konvoi, bestehend aus dem Dampfer Zar Ferdinand und Tanker Berta nach Thessaloniki. Als Geleitschutz dienten das Torpedoboot TA 18 und die Hafenschutzboote GD 97 und GK 92. Nördlich von Skiathos attackierte am 2. Oktober 1944 das französische U-Boot Curie die Zar Ferdinand. Aus diesem Grund rief man die beiden u-Boot-Jäger UJ 2102 und UJ 2144 zur Unterstützung. Sie konnten jedoch nicht verhindern, dass der Dampfer versenkt wurde. Am folgenden Tag versenkte das britische U-Boot HMS Unswerving die Berta südlich von Kassandra.
Am 13. Oktober 1944 wurde die Stadt Volos durch neun südafrikanische Lockheed Ventura Bomber bombardiert. Hierbei wurden zahlreiche Schiffe, darunter auch UJ 2102, versenkt. Zu dieser Zeit stand sie unter dem Kommando von Oberleutnant zur See Jung. Da sich auf der Brücke des Schiffes noch Geheimdokumente befanden, ließ der Hafenkapitän die halbversunkene Brücke drei Tage später sprengen. Am 23. Oktober wurde die 21. U-Jagd-Flottille aufgelöst und die Mannschaft der UJ 2102 bildete mit einem Teil der Besatzung der Zeus die zweite Kompanie des Marinesicherungsbatallons.